# Vuze
Vuze (antes Azureus) es un programa para P2P. Es un cliente BitTorrent gratuito. Está desarrollado en Java, por lo que es multiplataforma teniendo instalada la Máquina virtual Java. Funciona tanto en sistemas Macintosh, como Windows o GNU/Linux.
Vuze es la denominación que recibe la nueva versión de Azureus, concretamente su versión 3.x y posteriores. Es completamente compatible con la red BitTorrent y además soporta Streaming de vídeos en alta definición o calidad DVD mediante un servicio de contenidos de la compañía californiana Vuze Inc. A través de redes de pares permite que los usuarios intercambien sus vídeos, los categoricen, califiquen y que puedan añadir comentarios.

## Interfaz gráfica
Vuze permite que el usuario descargue archivos múltiples en una sola interfaz gráfica de usuario. También ofrece estadísticas detalladas y una gran cantidad de ajustes de usuario-configurables. Mientras se descarga un torrent, el usuario podrá visualizar diversos y completos parámetros de descarga y subida, como son:
- Velocidades actuales de descarga y subida así como el tiempo estimado restante para completar una descarga.
- El porcentaje de cada archivo completado y la información sobre cada pedazo (partes pequeñas del archivo completo) que aún se necesita descargar así como el número y la disponibilidad del pedazo.
- Nombres de archivo, tamaños y niveles de terminación para archivos específicos dentro de un directorio de descargas (BitTorrent permite que un usuario cree un archivo torrent para un directorio entero). Es también posible evitar que ciertos archivos se descarguen.
- Los datos del peer incluyendo las direcciones del IP (y país con el uso de un plugin), las velocidades con las cuales se está descargando y subiendo desde/hacia él, el puerto con el que se encuentra funcionando en BitTorrent, y el cliente de BitTorrent que él está utilizando.
- Velocidad media y promedio del enjambre (el conjunto de peers que figuran dentro de un torrent).

## Características

Vista de «enjambre».

El programa permite que los usuarios especifiquen un máximo de velocidad de subida y descarga, es configurable como muchos otros clientes. Azureus también permite a los usuarios que abran algunos archivos que se han terminado antes que el torrent entero dentro del programa. Además, Azureus puede servir como un rastreador propio, permitiendo que usuarios compartan sus propios archivos con otros sin subirlos a ningún sitio. Azureus soporta el cifrado Message Stream Encryption, un método antithrottling. Soporta Peer exchange, así como Tor e I2P. La funcionalidad de Azureus se puede ampliar con los diversos plugins que existen, uno de los más populares es uno denominado "localizador del país". Una integración con la red de Nodezilla Grid Network está implementada como plugin, permitiendo el almacenaje, compartición y la publicación anónimos de archivos .torrent

### Logotipo
El icono oficial de Azureus es la rana azul de «dardo venenoso» (Dendrobates azureus) mostrada en la página web de Vuze y la ventana de inicio del software.
El nombre fue dado al proyecto por su cocreador Tyler Pitchford quien usa diversos nombres en latín de ranas de "dardo venenoso" como nombres código para los proyectos que desarrolla.

### DHT
La versión 2.3.0.0 de Vuze introduce la función de base de datos distribuida (una forma de DHT, llamada Kademlia, que es una extensión del protocolo BitTorrent, que lo hace más independiente de los trackers. Esto le permite a un torrent, cuando el tracker original esté offline o sea muy lento, distribuir datos entre los peers (descargar entre otras cosas distintos tipos de archivos) desde otros peers que estén usando Vuze 2.3.0.0 (o versiones superiores). La desventaja de esto es que en los trackers privados, en donde se requiere ser miembro, y donde no quieren que no-miembros descarguen sus torrents, se requiere que alteren sus torrents para que Vuze reconozca con que peers no debe compartir datos acerca del enjambre. Algunos críticos también dicen que con esto simplemente se está "reinventando la rueda" refiriéndose a las anteriores debilidades de los programas y protocolos P2P por superar a los cuales BitTorrent fue elogiado. Otros lo ven como una evolución de los protocolos BitTorrent. Vuze utiliza su propia forma de DHT que no es compatible con el cliente BitTorrent de Bram Cohen así como con el DHT de los clientes torrents Torrent y BitComet.
Vuze fue modificado para crear el software Localhost, que usa la base de datos distribuida (Distributed Database) para mantener un sistema de ficheros virtual.

## Historia
| Color | Significado        |
| ----- | ------------------ |
| Rojo  | No soportado       |
| Verde | Soportado          |
| Azul  | Lanzamiento futuro |

| Versión mayor | Versión menor | Fecha de lanzamiento  | Cambios                                     |
| ------------- | ------------- | --------------------- | ------------------------------------------- |
| 1.0           | 1.0.0.0       | ?                     | ?                                           |
| 2.0           | 2.0.0.0       | ?                     | ?                                           |
| 3.0           | 3.0.0.0       | 15 de marzo de 2007   | Nueva Interfaz                              |
| 3.0           | 3.1.0.0       | 16 de junio de 2008   | Plugins nuevos; cambios menores de interfaz |
| 4.0           | 4.0.0.0       | 14 de octubre de 2008 | Nueva interfaz                              |
| 4.0           | 4.4.0.0       | 6 de abril de 2010    | Vuze Plus                                   |
| 4.0           | 4.6.0.0       | 13 de enero de 2011   | Soporte para µTP / uTP                      |

## Proyectos derivados
Que Vuze sea una aplicación de código fuente abierto ha permitido la realización de mods de este programa. Uno de estas modificaciones es el proyecto llamado BitTyrant, que en este caso afirma no ser un mod "leecher" sino todo lo contrario, afirma premiar a los que más suben (característica que en un principio no es propia del protocolo, pero que ya había sido potenciada por el cliente oficial, a través del super-seed).